# 福島県道293号江持谷田川停車場線
福島県道293号江持谷田川停車場線（ふくしまけんどう293ごう えもちやたがわていしゃじょうせん）は、福島県須賀川市から郡山市のJR水郡線谷田川駅に至る一般県道である。

## 路線概要
- 起点：須賀川市江持字菰内（福島県道233号雲水峰江持線交点）
- 終点：郡山市田村町谷田川字荒子路（JR谷田川駅）
- 総延長：4.097km[1]
  - 実延長：3.949km
- 路線認定年月日：1959年8月31日[2]

### 重用路線
- 福島県道181号谷田川停車場線（郡山市田村町谷田川字荒小路～終点）

### トンネル
江持隧道
- 全長：22.0m
- 幅員：5.5（7.88）m
- 有効高：4.36m[3]
- 竣工：1888年8月末

須賀川市江持字鐘突田に位置する。羽黒神社が位置する岩山を貫いており、矩形断面の素掘トンネルである。竣工後、1908年、1935年、1982年に拡張工事が行われ、現在に至る。
1887年、田村郡栃本村（現在の郡山市田村町栃本）に住む佐久間亀五郎が請負人となり、小野新町と須賀川を結ぶ街道の道路改良のため、羽黒神社裏手の岩山が最も薄い地点に隧道を建設した。岩瀬郡江持村による工費負担であったが、工事進捗の遅れにより費用が不足すると、亀五郎が私財を売り払い人件費を負担した。竣工後、10月15日の江持村の秋祭りでは「ハアー江持洞門鬼亀ぬいた、会津磐梯山だれぬいた」と歌われた。1969年には亀五郎の功績を讃え、江持洞門記念碑が建立された。

## 通過する自治体
- 福島県
  - 須賀川市 - 郡山市

## 接続・交差する道路
- 須賀川市内
  - 福島県道233号雲水峰江持線（江持字菰内 起点）
- 郡山市内
  - 福島県道181号谷田川停車場線（田村町谷田川字荒小路） - 当地点から国道49号谷田川交差点に至る県道181号も地図によっては当路線として案内される。

## 沿線
- 谷田川